# Kroisos

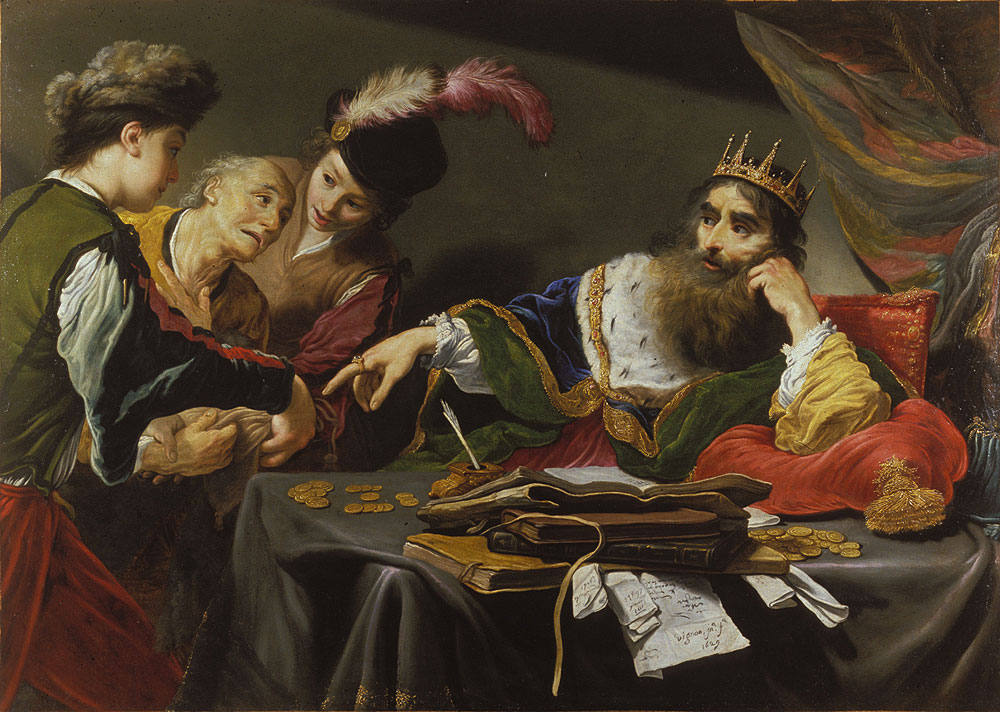
Kroisos nhận cống vật của một lão nông dân Lydia, qua nét vẽ của Claude Vignon.

Kroisos (/[invalid input: 'icon']ˈkriːsəs/ CREE-sus; tiếng Hy Lạp: Κροῖσος, còn gọi là Croesus; 595 trước Công nguyên – khoảng 547? trước Công nguyên) làm vua nước Lydia từ năm 560 trước Công nguyên, cho đến khi bị quân Ba Tư đánh đại bại. Nhờ chinh phạt các miền đất láng giềng, nhà vua trở nên nổi tiếng về sự giàu sang của mình. Nhà sử học Herodotos và nhà địa lý học Pausanias ghi chép rõ rệt về những món quà của ông dâng lên điện thờ tại Delphi.
Khi Đế quốc Ba Tư phát triển lớn mạnh, Quốc vương Kroisos - do hiểu sai ý của lời tiên tri tại điện thờ Delphi - chủ quan thân binh phát binh đánh vua nước Ba Tư là Cyrus Đại Đế. Nhưng rồi, tình thế xoay chuyển, ông đại bại và lại còn bị vong quốc. Sau đó, theo lời kể của Herodotos, ông được tha bổng, lại còn trở thành quân sư thân cận của Cyrus Đại Đế khi ông vua này mang quân đi đánh người Massagetae. Câu chuyện về ông vua mất nước Kroisos có ảnh hưởng sâu sắc đến người Hy Lạp tối cổ, làm cho tên tuổi ông trở nên không thể thiếu trong sử cũ Hy Lạp. Theo lời bàn của J. A. S. Evans:
| “                | Ít nhất là từ thế kỷ thứ 5, Kroisos đã trở thành một nhân vật huyền thoại, người luôn đứng bên ngoài những hạn chế thường thấy của sử sách. | ” |
| — J. A. S. Evans | |   |